# Рогож
Рого́ж (рос. Рогож, чув. Раккаш) — присілок у Чувашії Російської Федерації, у складі Юськасинського сільського поселення Моргауського району.
Населення — 50 осіб (2010; 53 в 2002, 70 в 1979; 169 в 1939, 142 в 1926, 150 в 1897, 90 в 1858).

## Історія
Історичні назви — Рогожин, Рогожний. До 1866 року селяни мали статус державних, займались землеробством, тваринництвом, ковальством, слюсарством, виробництвом одягу та взуття. 1892 року відкрито школу грамоти. 1930 року створено колгосп «Рогож». До 1927 року присілок перебував у складі Чувасько-Сорминської волості Ядрінського повіту. 1927 року присілок переданий до складу Аліковського району, 1944 року — до складу Моргауського, 1959 року — повернутий до складу Аліковського, 1962 року — до складу Чебоксарського, 1964 року — повернутий до складу Моргауського району.